# Love Sosa
Love Sosa è un singolo del rapper statunitense Chief Keef, pubblicato il 18 ottobre 2012 come secondo estratto dall'album in studio Finally Rich. Prodotto da Young Chop, il testo è stato scritto da Keef e Chop.

## Tracce
Download digitale
Testi di Keith Cozart, musiche di Tyree Lamar Pittman.
1. Love Sosa – 3:23

## Classifiche
| Classifiche (2012) | Posizione massima |
| ------------------ | ----------------- |
| Stati Uniti        | 56                |